# Gustave Le Bon
Gustave Le Bon (Nogent-le-Rotrou, 7. svibnja 1841. – Marnes-la-Coquette, 13. prosinca 1931.) francuski socijalni psiholog, po obrazovanju liječnik.

## Životopis
Po završenom studiju medicine Le Bon je radio u vojsci kao liječnik. Od 1860-ih do 1890-ih putuje po Europi, Aziji i Sjevernoj Africi te piše arheološke i antroploške studije o stanovnicima krajeva koje istražuje. Prvi mu je uspjeh knjiga "Psihološki zakoni evolucije naroda" objavljena 1894. (Les Lois psychologiques de l'évolution des peuples) koju slijedi najpoznatija "Psihologija gomila" iz 1895. (La psychologie des foules).

## Djela
- Psihološki zakoni evolucije naroda, 1894.
- Psihologija gomila, 1895.
- Psihologija naroda